# Stazione di Segrate
Stazione di Segrate vasútállomás Olaszországban, Lombardia régióban, Segrate településen.

## Vasútvonalak
Az állomást az alábbi vasútvonalak érintik:
- Milánó–Velence-vasútvonal
- Milánó–Bergamo-vasútvonal

## Kapcsolódó állomások
A vasútállomáshoz az alábbi állomások vannak a legközelebb:
- Stazione di Milano Lambrate (Milánó–Velence-vasútvonal, Milánó–Bergamo-vasútvonal)
- Stazione di Milano Forlanini (Milánó Passante-vasútvonal)
- Stazione di Pioltello-Limito (Milánó–Velence-vasútvonal, Milánó–Bergamo-vasútvonal)